# Auguste Nicolas Pomel
Auguste Nicolas Pomel ( 20 de septiembre de 1821 - 1898) fue un naturalista, geólogo y paleontólogo francés.
Pomel nace en Issoire. Trabaja como ingeniero en minas, en Argelia y se desarrolla como especialista en vertebrados fósiles, en el norte africano.
Obtiene su título de doctor en ciencias en la Facultad de París en 1883, con dos tesis:
1. Classification méthodique et “genera” des échinidés vivants et fossiles
2. Contribution à la classification méthodique des crucifères

## Algunas publicaciones
- Catalogue méthodique et descriptif des vertébrés fossiles découverts dans le bassin hydrographique supérieur de la Loire et surtout dans la vallée de son affluent principal l'Allier. J.-B. Baillière, Paris, 1853
- Sur les Alcyonaires fossiles Miocenes de l'Algerie. 1868
- Nouveau guide de géologie, minéralogie et paléontologie. Deyrolle hijos, París, 1869
- Des races indigènes de l'Algérie et du rôle que leur reservent leurs aptitudes. 1871
- Le Sahara : observations de géologie et de géographie physique et biologique, avec des aperçus sur l'Atlas et le Soudan et discussion de l'hypothèse de la mer saharienne à l'époque préhistorique. Asociación Obrera V. Aillaud, Argel, 1872
- Paléontologie, ou Description des animaux fossiles de la province d'Oran. A. Perrier, Oran, 1872
- Description et carte géologique du massif de Milianah. Savy, París, 1873
- Paléontologie, ou Description des animaux fossiles de l'Algérie. 2 vols., A. Jourdan, Argel, 1885-1887
- Carte géologique de l'Algérie... Description stratigraphique générale de l'Algérie. Argelia, 1890

Fallece en Dra-el-Mizan.

## Honores

### Epónimos
Género
- (Apiaceae) Pomelia Durando ex Pomel[1]

Especies
- (Apiaceae) Ferula pomelii M.Hiroe[2]

- (Asteraceae) Filago pomelii Batt.[3]

- (Caryophyllaceae) Arenaria pomelii Munby[4]

- (Cistaceae) Cistus pomelii Sennen & Mauricio[5]

- (Crassulaceae) Sempervivum pomelii Lamotte[6]

- (Hyacinthaceae) Bellevalia pomelii Maire[7]

- (Lamiaceae) Satureja pomelii Briq.[8]

- (Leguminosae) Genista pomelii Mares & Vigin.[9]

- (Rosaceae) Rubus pomelii Batt. ex Focke[10]

- La abreviatura «Pomel» se emplea para indicar a Auguste Nicolas Pomel como autoridad en la descripción y clasificación científica de los vegetales.[11]